# آلاچام
آلاچام (به ترکی استانبولی: Alaçam) شهری است در کشور ترکیه که در استان سامسون واقع شده‌است. جمعیت این شهر بر اساس سرشماری سال ۲۰۰۸ میلادی ۱۱٬۲۰۳ نفر و بر اساس برآوردهای سال ۲۰۰۹ میلادی ۱۱٬۰۸۵ نفر می‌باشد.